# 한국교통방송
한국교통방송(韓國交通放送, 영어: Traffic Broadcasting Network)은 도로교통공단에서 운영했던 교통정보 전문 FM 방송이다.
도로교통공단이 운영 주체로, 서울특별시청 산하의 시영 방송국인 TBS와는 별개의 교통방송이다.

## 역사
도로교통법 제123조(사업)에 명시된 '도로교통안전에 관한 홍보 및 방송', 공단 「정관」 제5조(사업) 제3호에 명시된 도로교통안전에 관한 홍보 및 방송과 교통정보의 수집 제공'를 근거로 들어 설립되었다. 1997년 12월 20일에는 광주교통방송부터 최초 개국으로 실시하며, 1997년 12월 23일에는 부산교통방송에 추가 개국으로 1999년 7월 14일에는 대전교통방송이 개국하였으며, 1999년 7월 30일에는 대구교통방송이 개국하였다. 2000년 2월에는 경주에 FM 중계소를 설치하였으며, 2000년 12월에는 서산, 충주에 FM 중계소를 설치했다. 2001년 1월에는 광양, 진주, 울진 등에도 FM 중계소를 설치하였다.
2001년 10월 30일 전북체신청으로부터 전주교통방송으로 허가를 받았고, 2001년 11월 13일에는 원주교통방송이 개국하였으며, 2001년 11월 30일에는 인천교통방송이 개국하였으며, 2002년 5월 15일에는 전주교통방송이 개국하였다. 2003년에는 원주교통방송을 강원교통방송으로 개명하였다. 2005년 10월 31일에는 TBN 교통방송에서 TBN 한국교통방송으로 명칭을 바꿨다. 2005년 12월 1일부터 수도권 지역에 YTN 임대채널 DMB를 통하여 방송을 시작하였으며, 전국 네트워크를 구축하였다.
공익 채널이라는 특성으로 주파수 포화 문제로 FM 방송의 개국 흐름이 주춤하던 2010년대 이후로도 지역 광역권별로 방송이 잇달아 개국하면서 방송 권역이 확대되고 있다. 또한 일부 지역 교통방송의 중계소였던 지역이 해당 지역 교통방송으로 분리되어 개국하는 경우도 생겼다. 2012년 7월 23일에 울산교통방송이 개국하였으며, 2013년 8월 26일에는 창원교통방송이 개국했다. 2014년 7월 9일에는 대구교통방송의 포항 중계소를 분리해서 경북교통방송이 개국하였다.
2015년 4월 30일 서울 DMB 방송을 종료했다. 서울방송센터는 전국방송 제작과 네트워크 유지관리 업무를 계속하고 있다.
본부는 본래 서울특별시 중구 왕십리로 407 (신당동 855) 도로교통공단 본사에 있었지만, 정부 차원의 공공기관 지방 이전 계획의 일환으로 2015년 11월 30일에 도로교통공단이 강원도 원주시 반곡동 혁신도시로 이전함에 따라 본부도 원주시로 이전했다. 옛 신당동 본부는 철거된 후 신당 파인힐 하나유보라 아파트로 재건축됐으며, 서울방송센터는 서초구 염곡동공영차고지 옆에 있는 도로교통공단 서울지부로 옮겼다.
2016년 8월 18일 제주교통방송이 개국하였다.
2018년 1월에는 창원교통방송이 경남교통방송으로, 인천교통방송이 경인교통방송으로, 전주교통방송이 전북교통방송으로 각각 방송국명을 변경하였다.
2020년 1월 1일부터 24시간 종일방송을 시작하였다. 정기정파는 마지막 주 월요일 2시~6시이다.
2020년 11월 24일 충북교통방송이 개국하였다.
2024년 7월 31일 도로교통공단이 한국도로교통공단으로 변경됨에 따라 국명을 한국교통방송에서 TBN 교통방송으로 변경했다.

## 특징
광고방송(상업광고방송)은 내보내지 않는다. 광고방송(상업광고방송)을 실시를 하지 않는 이유는 광고방송(상업광고방송) 없이 공익광고방송까지 포함되어 있고 라디오프로그램을 시작 및 종료될 수 있다.

## TBN 뉴스 및 교통정보
| TBN 뉴스                              | 10:00, 14:00, 16:00 |
| TBN 정오뉴스                          | 12:00               |
| 교통정보(주중/주말) 06시부터~22시까지 | 수시방송            |

## 방송 프로그램
다음은 TBN 서울방송센터에서 제작하는 전국방송만 나열하였다.
(2023년 4월 10일 개편 기준)
- 평일 6:00 박진희의 굿모닝 코리아 - 박진희 (전국)
- 주말 6:00 세상의 모든 아침 - 문주은 (전국)
- 주말 8:00 김영대 프로젝트 - 김영대 (전국)
- 8:53 TBN 희망칼럼 (전국)
- 주말 10:00 김상태의 TBN 정보쇼 - 김상태 (전국)
- 평일 11:00 김경식의 오토쇼 으라차차 - 김경식 (전국)
- 평일 12:05 김효진, 양상국의 12시에 만나요 - 김효진, 양상국 (전국)
- 주말 18:00 선우경의 주말특급 - 선우경 (전국)
- 평일 20:00 김승현의 가요본색 - 김승현 (전국)
- 주말 20:00 원미연의 가요본색 - 원미연 (전국)
- 22:00 행복한 밤, TBN과 함께 - 이다슬 (전국)
- 24:00 TBN 플레이리스트
- 지역방송시간대 7:00 ~ 10:55, 14:05 ~ 19:55 (평일 한정)
- 지역방송시간대 12:00 ~ 17:55 (주말 한정)

매일 새벽 5시 42분에는 TBN 재난재해 리포트가 방송된다.
설날과 추석 교통특별방송기간에는 특집 프로그램으로 <TBN 네트워크>가 아침 9시에 특별 편성된다.

## 아나운서
- 홍태혁 (팀장)
- 구선아
- 박진희 (대전MBC에서 이직)
- 박찬송
- 선우경

## DJ
- 김경식
- 김효진
- 양상국
- 김상태
- 김영대
- 문주은
- 김승현
- 원미연
- 황순유
- 이다슬
- 신채이

## 시보
매 정시 1분 전에 교통 캠페인을 방송한 후 주파수·국명고지·호출부호 멘트(예: 대구교통방송 = "FM 103.9㎒ TBN 대구교통방송입니다. HLDU")와 로고송 후 시보멘트를 방송한다.
시보 멘트 부분은 "도로교통안전관리공단 시보 ○시를 알려드립니다."를 사용하다가 2008년 6월 22일 도로교통공단으로 명칭이 바뀌면서 "도로교통공단 TBN에서 ○시를 알려드립니다."로 바뀌었으며, 2011년 4월(DMB는 5월 1일)부터 "선진 교통문화의 리더 도로교통공단에서 ○시를 알려드립니다."로 시보멘트를 변경하였다.
그 후 2019년 1월부터 "배려하는 교통문화의 동반자 도로교통공단에서 ○시를 알려드립니다."로 시보멘트가 사용되고 있다.
시보음의 변화는 초기에는 표준 3초 시보를 사용하였다가 2009년 대구교통방송이 자체 멜로디 시보를 처음 도입한 것이 전국으로 확대되었으며, 2011년 3월부터 기존 멜로디 시보음을 같은 음에 다른 버전으로 변경하여 현재까지 사용하고 있다.

### 각 지역별 시보멘트
- 부산본부: FM 94.9MHz 부산교통방송입니다. HLDN
- 광주본부: 광주 97.3, 광양 103.5MHz TBN 광주교통방송입니다. HLDM
- 대구본부: 대구 FM 103.9, 김천 95.9MHz TBN 대구교통방송 입니다. HLDU
- 대전본부: FM 102.9MHz TBN 대전교통방송입니다. HLDT
- 경인본부: FM 100.5MHz TBN 경인교통방송입니다. HLSU
- 강원본부: 원주 105.9, 동해 95.3MHz TBN 강원교통방송입니다. HLSV
- 전북본부: FM 102.5MHz 동부산악권 106.1MHz TBN 전북교통방송입니다. HLCM
- 울산본부: FM 104.1MHz TBN 울산교통방송입니다. HLCV
- 경남본부: 창원 95.5, 진주 100.1MHz TBN 경남교통방송입니다. HLEE
- 경북본부: 포항, 경주 103.5, 영덕, 울진 103.7MHz TBN 경북교통방송입니다. HLEF
- 제주본부: FM 105.5MHz TBN 제주교통방송입니다. HLEH
- 충북본부: 충북 103.3, 충주 93.5MHz TBN 충북교통방송입니다. HLEO

### 로고송
- 생생한 라디오 살아있는 방송 한국교통방송 (울산교통방송에서만 사용하며, 부산교통방송[5]의 경우 일부 시간 시보에 사용함)
- 행복한 순간마다 내곁에는 TBN 한국교통방송 (거의 모든 지역국에서 10초간 사용되지만 대전교통방송, 대구교통방송, 강원교통방송, 울산교통방송 등은 사용되지 않음)
- 선진 교통 문화의 리더 TBN 한국교통방송 (경북교통방송에만 사용)
- 달리는 라디오 TBN (지역)교통방송
- 열린 방송 빠른 정보 하나되는 방송 티비엔 티비엔 티비에~엔 한국교통방송 열린 방송 빠른 정보 하나되는 방송 티비엔 티비엔 티비에~엔 한국교통방송 (시보 이후 로고송) (강원교통방송, 대전교통방송, 대구교통방송에서만 사용)
- 함께한 방송 즐거운 라디오 TBN 한국교통방송 (강원교통방송, 대전교통방송, 대구교통방송 등에서만 사용)
- 운전 할 땐 언제나 TBN (지역)교통방송 (대전, 강원, 광주 등에서만 사용, 대구는 더 이상 사용 불가)
- TBN TBN TBN 강원교통방송~ (강원교통방송에서만 사용)
- TBN TBN 한국교통방송~
- 함께하는 좋은친구 라디오는 TBN (지역)교통방송
- 소중한 시간 당신곁엔 언제나 TBN (지역)교통방송~
- 신속하고 정확한 TBN 대구교통방송 (대구교통방송에서만 사용)
- 하루의 시작과 끝엔 언제나 TBN (지역)교통방송
- 즐거운 운전 행복한 시간 TBN과 함께 (지역)교통방송
- 안전한 길 즐거운 동행 TBN (지역)교통방송
- 행복한 방송 즐거운 라디오 TBN (지역)교통방송

### 구 로고송
- 작은 대화 큰 웃음 행복을 약속해요 전국이 하나되는 TBN 교통방송[6]
- 생생한 정보 살아있는 방송 TBN 교통방송
- 나누는 정보 함께하는 세상 TBN 교통방송
- 생활속의 알찬 정보 함께하는 라디오 TBN 교통방송
- 소중한 시간을 함께 달리는 TBN TBN 교통방송
- 언제나 함께 하는 DMB 여러분의 TBN 한국교통방송 (DMB에만 사용)
- 여러분의 라디오 여러분의 TBN 한국교통방송
- 다정하게 언제나 TBN 대전교통방송 (대전교통방송에만 사용)
- 즐거운 동행 유익한 방송 TBN 한국교통방송[7]
- 즐거운 시간 행복한 방송 TBN 한국교통방송
- 새로운 탄생 생활의 길잡이 TBN 교통방송~ (부산과 대전 교통방송 개국초기에 사용)
- 푸른도시 열린부산 TBN 교통방송~ (1999년경 부산에서 사용하였으며, 지금도 아침 6시 시보전 사용중)

## 사가
- 1997년 12월 20일부터 TBN 교통방송의 사가로 사용되고 있다. 이 사가는 타지역 제휴국의 라디오의 방송 시작 멘트에서 들을 수 있다.

1절
가슴을 활짝펴고 희망의 길을 여네
막힌길 열어주고 편한 길 알려주네
언제나 어디서나 다정하게 속삭이는
정답고 밝은 소리 우리의 친구
우리는 자랑스런 교통안전 길잡이
봉사하고 기쁨주는 TBN 교통방송
2절
마음을 활짝열고 기쁨을 선사하네
빠른길 알려주고 낯선 길 알려주네
언제나 어디서나 정답게 도와주는
알차고 밝은 소리 우리의 친구
우리는 자랑스런 교통안전 길잡이
봉사하고 기쁨주는 TBN 교통방송

## FM 주파수
| 본부     | 호출부호 | 송신소              | 주파수      | 출력 | 송신소 주소                                           | 개국 년월        |
| -------- | -------- | ------------------- | ----------- | ---- | ----------------------------------------------------- | ---------------- |
| 부산본부 | HLDN-FM  | 황령산 송신소       | FM 94.9MHz  | 3㎾  | 부산 연제구 연산동 산181-3 (KNN)                      | 1997년 12월 23일 |
| 광주본부 | HLDM-FM  | 무등산 송신소       | FM 97.3MHz  | 3㎾  | 광주 북구 금곡동 산 1-1 (kbc 광주방송)                | 1997년 12월 20일 |
| 광주본부 | HLDM-FM  | 구봉화산 중계소     | FM 103.5MHz | 2㎾  | 전남 광양시 성황동 산228                              | 2001년 10월      |
| 대구본부 | HLDU-FM  | 팔공산 송신소       | FM 103.9MHz | 3㎾  | 경북 영천시 신녕면 치산리 산 141-5 (TBC)              | 1999년 7월 30일  |
| 대구본부 | HLDU-FM  | 김천 중계소         | FM 95.9MHz  | 100W | 경북 김천시 신음동 산 101-8 달봉산 (대구문화방송)     | 2017년 12월 28일 |
| 대전본부 | HLDT-FM  | 식장산 송신소       | FM 102.9MHz | 3㎾  | 대전 동구 낭월동 300 (TJB)                            | 1999년 7월 14일  |
| 대전본부 | HLDT-FM  | 공주 중계소         | FM 102.9MHz | 30W  | 충남 공주시 무령로 332-1 (공주시 상수도시설관리소)    | 2012년 2월       |
| 경인본부 | HLSU-FM  | 수봉산 송신소       | FM 100.5MHz | 1㎾  | 인천 미추홀구 주안2동 산21-1 (경인방송)               | 2001년 11월 30일 |
| 경인본부 | HLSU-FM  | 영종 중계소         | FM 105.5MHz | 100W | 인천 중구 용유서로 379                                | 2014년 4월 29일  |
| 강원본부 | HLSV-FM  | 백운산 송신소       | FM 105.9MHz | 1㎾  | 강원 원주시 판부면 서곡리 산 166 (KT)                 | 2001년 11월 13일 |
| 강원본부 | HLSV-FM  | 대룡산(춘천) 중계소 | FM 103.7MHz | 3㎾  | 강원 춘천시 동내면 대룡산길 944 (춘천MBC)             | 2003년 6월 30일  |
| 강원본부 | HLSV-FM  | 대관령(강릉) 중계소 | FM 105.5MHz | 3㎾  | 강원 평창군 대관령면 횡계리 산1 (KT)                  | 2003년 6월 30일  |
| 강원본부 | HLSV-FM  | 양양 중계소         | FM 95.1MHz  | 300W | 강원 양양군 손양면 상황도리 산158-4 (MBC강원영동)     | 2013년 9월       |
| 강원본부 | HLSV-FM  | 초록봉(동해) 중계소 | FM 95.3MHz  | 1㎾  | 강원 동해시 비천길 310 (MBC강원영동)                  | 2015년 9월 23일  |
| 강원본부 | HLSV-FM  | 장암산(평창) 중계소 | FM 89.3MHz  | 100W | 강원 평창군 평창읍 여만리 산 46 (KBS원주)             | 2017년 12월      |
| 전북본부 | HLCM-FM  | 모악산 송신소       | FM 102.5MHz | 1㎾  | 전북 김제시 금산면 모악 15길 (JTV 전주방송)           | 2002년 5월 15일  |
| 전북본부 | HLCM-FM  | 팔공산 중계소       | FM 106.1MHz | 250W | 전북 장수군 장수읍 용계리 산110-28                    | 2018년 하반기    |
| 울산본부 | HLCV-FM  | 무룡산 송신소       | FM 104.1MHz | 1㎾  | 울산 북구 화봉동 20-1 (ubc 울산방송)                  | 2012년 7월 23일  |
| 경남본부 | HLEE-FM  | 불모산 송신소       | FM 95.5MHz  | 1㎾  | 경남 창원시 성산구 천선동 213-8 (MBC경남)             | 2016년 8월 1일   |
| 경남본부 | HLEE-FM  | 장군대산 중계소     | FM 100.1MHz | 1㎾  | 경남 진주시 문산읍 달음산로 198-203 (MBC경남)         | 2001년 1월 11일  |
| 경북본부 | HLEF-FM  | 도음산 송신소       | FM 103.5MHz | 1㎾  | 경북 포항시 북구 흥해읍 도음로 764-150 (세림이동통신) | 2000년 2월 22일  |
| 경북본부 | HLEF-FM  | 현종산 중계소       | FM 103.7MHz | 1㎾  | 경북 울진군 온정면 덕산리 산 10 (KT)                  | 2001년 1월 13일  |
| 제주본부 | HLEH-FM  | 견월악 송신소       | FM 105.5MHz | 1㎾  | 제주 제주시 명림로 584                                | 2016년 8월 18일  |
| 제주본부 | HLEH-FM  | 광해악 중계소       | FM 105.5MHz | 100W | 제주 서귀포시 안덕면 중산간서로 1969-31               | 2017년 하반기    |
| 제주본부 | HLEH-FM  | 미악산 중계소       | FM 105.9MHz | 1㎾  | 제주 서귀포시 동홍동 산 7                             | 2016년 8월 18일  |
| 충북본부 | HLEO-FM  | 부모산 송신소       | FM 103.3MHz | 1㎾  | 충북 청주시 흥덕구 지동동 산 7-3                      | 2020년 11월 24일 |
| 충북본부 | HLEO-FM  | 남산 중계소         | FM 93.5MHz  | 500W | 충북 충주시 목벌동 산 58-3 (문스톤)                   | 2000년 12월      |

## 한국교통방송 전국 네트워크
| 지역본부        | 개국일                                              | 연주소-방송국 위치(도로명주소)                | 교통정보무료제보 | 문자참여(100원) |
| --------------- | --------------------------------------------------- | --------------------------------------------- | ---------------- | --------------- |
| TBN서울방송센터 | 2005년 12월 1일(DMB 개국) 2015년 4월 30일(DMB 폐국) | 서울특별시 서초구 양재대로 242                | 080-272-8000     | #9977(전국방송) |
| TBN부산교통방송 | 1997년 12월 23일                                    | 부산광역시 남구 용소로 68                     | 080-450-8000     | #0949           |
| TBN광주교통방송 | 1997년 12월 20일                                    | 광주광역시 광산구 첨단중앙로182번길 40        | 080-333-8000     | #0973           |
| TBN대구교통방송 | 1999년 7월 30일                                     | 대구광역시 남구 현충로 120                    | 080-664-8000     | #1039           |
| TBN대전교통방송 | 1999년 7월 14일                                     | 대전광역시 서구 신갈마로 17                   | 080-665-8000     | #6001           |
| TBN경인교통방송 | 2001년 11월 30일                                    | 인천광역시 미추홀구 매소홀로 251              | 080-357-8000     | #5001           |
| TBN강원교통방송 | 2001년 11월 13일                                    | 강원특별자치도 원주시 동부순환로 183          | 080-363-8000     | #1059           |
| TBN전북교통방송 | 2002년 5월 15일                                     | 전북특별자치도 전주시 덕진구 정여립로 1097-10 | 080-776-8000     | #1025           |
| TBN울산교통방송 | 2012년 7월 23일                                     | 울산광역시 중구 함월7길 11                    | 080-947-8000     | #1041           |
| TBN경남교통방송 | 2013년 8월 26일                                     | 경상남도 창원시 의창구 창원천로94번길 82-4    | 080-210-8000     | #9550           |
| TBN경북교통방송 | 2014년 7월 9일                                      | 경상북도 포항시 북구 삼흥로 95                | 080-240-8000     | #3456           |
| TBN제주교통방송 | 2016년 8월 18일                                     | 제주특별자치도 제주시 기자길 101              | 080-248-8000     | #1055           |
| TBN충북교통방송 | 2020년 11월 24일                                    | 충청북도 청주시 청원구 밀레니엄2로 45-25      | 080-220-8000     | #1033           |

## 방송 시간

### 2019년 이전
|                            | 0 | 1 | 2 | 3 | 4 | 5 | 6 | 7 | 8 | 9 | 10 | 11 | 12 | 13 | 14 | 15 | 16 | 17 | 18 | 19 | 20 | 21 | 22 | 23 | 비고 |
| -------------------------- | - | - | - | - | - | - | - | - | - | - | -- | -- | -- | -- | -- | -- | -- | -- | -- | -- | -- | -- | -- | -- | ---- |
| 월요일                     | ● | ● | ○ | ○ | ○ | ○ | ● | ● | ● | ● | ●  | ●  | ●  | ●  | ●  | ●  | ●  | ●  | ●  | ●  | ●  | ●  | ●  | ●  |      |
| 화요일                     | ● | ● | ○ | ○ | ○ | ○ | ● | ● | ● | ● | ●  | ●  | ●  | ●  | ●  | ●  | ●  | ●  | ●  | ●  | ●  | ●  | ●  | ●  |      |
| 수요일                     | ● | ● | ○ | ○ | ○ | ○ | ● | ● | ● | ● | ●  | ●  | ●  | ●  | ●  | ●  | ●  | ●  | ●  | ●  | ●  | ●  | ●  | ●  |      |
| 목요일                     | ● | ● | ○ | ○ | ○ | ○ | ● | ● | ● | ● | ●  | ●  | ●  | ●  | ●  | ●  | ●  | ●  | ●  | ●  | ●  | ●  | ●  | ●  |      |
| 금요일                     | ● | ● | ○ | ○ | ○ | ○ | ● | ● | ● | ● | ●  | ●  | ●  | ●  | ●  | ●  | ●  | ●  | ●  | ●  | ●  | ●  | ●  | ●  |      |
| 토요일                     | ● | ● | ○ | ○ | ○ | ○ | ● | ● | ● | ● | ●  | ●  | ●  | ●  | ●  | ●  | ●  | ●  | ●  | ●  | ●  | ●  | ●  | ●  |      |
| 일요일                     | ● | ● | ○ | ○ | ○ | ○ | ● | ● | ● | ● | ●  | ●  | ●  | ●  | ●  | ●  | ●  | ●  | ●  | ●  | ●  | ●  | ●  | ●  |      |
| ● 방송중, ○ 방송종료(정파) |   |   |   |   |   |   |   |   |   |   |    |    |    |    |    |    |    |    |    |    |    |    |    |    |      |

### 2020년 이후
|                            | 0 | 1 | 2 | 3 | 4 | 5 | 6 | 7 | 8 | 9 | 10 | 11 | 12 | 13 | 14 | 15 | 16 | 17 | 18 | 19 | 20 | 21 | 22 | 23 | 비고 |
| -------------------------- | - | - | - | - | - | - | - | - | - | - | -- | -- | -- | -- | -- | -- | -- | -- | -- | -- | -- | -- | -- | -- | ---- |
| 월요일                     | ● | ● | ● | ● | ● | ● | ● | ● | ● | ● | ●  | ●  | ●  | ●  | ●  | ●  | ●  | ●  | ●  | ●  | ●  | ●  | ●  | ●  |      |
| 화요일                     | ● | ● | ● | ● | ● | ● | ● | ● | ● | ● | ●  | ●  | ●  | ●  | ●  | ●  | ●  | ●  | ●  | ●  | ●  | ●  | ●  | ●  |      |
| 수요일                     | ● | ● | ● | ● | ● | ● | ● | ● | ● | ● | ●  | ●  | ●  | ●  | ●  | ●  | ●  | ●  | ●  | ●  | ●  | ●  | ●  | ●  |      |
| 목요일                     | ● | ● | ● | ● | ● | ● | ● | ● | ● | ● | ●  | ●  | ●  | ●  | ●  | ●  | ●  | ●  | ●  | ●  | ●  | ●  | ●  | ●  |      |
| 금요일                     | ● | ● | ● | ● | ● | ● | ● | ● | ● | ● | ●  | ●  | ●  | ●  | ●  | ●  | ●  | ●  | ●  | ●  | ●  | ●  | ●  | ●  |      |
| 토요일                     | ● | ● | ● | ● | ● | ● | ● | ● | ● | ● | ●  | ●  | ●  | ●  | ●  | ●  | ●  | ●  | ●  | ●  | ●  | ●  | ●  | ●  |      |
| 일요일                     | ● | ● | ● | ● | ● | ● | ● | ● | ● | ● | ●  | ●  | ●  | ●  | ●  | ●  | ●  | ●  | ●  | ●  | ●  | ●  | ●  | ●  |      |
| ● 방송중, ○ 방송종료(정파) |   |   |   |   |   |   |   |   |   |   |    |    |    |    |    |    |    |    |    |    |    |    |    |    |      |